# Diocèse de Yei
Le diocèse de Yei est une juridiction de l'Église catholique au Soudan du Sud. Il est suffragant de l'archidiocèse de Djouba. L'évêque actuel est Mgr Erkolano Lodu Tombe.